# Prince Royce (álbum)
"Prince Royce" é o primeiro álbum de estúdio do artista norte americano Prince Royce lançado em 2 de Março de 2010 pelas editoras discográficas Atlantic Records e Top Stop Music, sendo produzido por Andrés Hidalgo, Sergio George, George Meña, Bastiany, Gregory "Greko" Rojo, Napoles.
Prince Royce teve um bom desempenho moderado nas tabelas musicais, alcançando a primeira posição no Latin Álbuns e Tropical Álbuns e a septuagésima sétima posição na Billboard 200. Foi certificado como disco de platina tripla pela Recording Industry Association of America (RIAA) e multi-platina pela International Federation of the Phonographic Industry – Chile.
Para promoção do álbum, quatro singles foram lançados; "Stand by Me", "Corazón Sin Cara", "El Amor Que Perdimos" e "Mi Ultima Carta", todos estes alcançaram as vinte primeiras posições no charts Latin Songs, Tropical Songs e Latin Pop Songs, sendo os dois primeiros na primeira posição.

## Antecedentes
Aos 15 anos, Royce começou a fazer música e com a idade de 19, foi descoberto e contratado por Andrés Hidalgo, seu atual empresário.  Hidalgo começou a ajudar o trabalho de Royce com música bachata. Esse foi o momento específico em que Royce havia decidido que iria seguir uma carreira musical é o que ele queria fazer. Hidalgo apresentou Royce para Sergio George, que após ouvir três demos o contratou para editora Top Stop Music.

## Atribuição de prêmios
| Ano  | Prêmiação                    | Categoria                        | Resultado |
| ---- | ---------------------------- | -------------------------------- | --------- |
| 2010 | Grammy Latino                | Best Contemporary Tropical Album | Indicado  |
| 2011 | Billboard Latin Music Awards | Tropical Album of the Year       | Venceu    |
| 2011 | Casandra Award               | Album Del Ano                    | Indicado  |
| 2012 | Billboard Music Awards       | Top Latin Album                  | Indicado  |
| 2012 | Prêmio Lo Nuestro            | Tropical Album of Year           | Indicado  |
| 2012 | Billboard Latin Music Awards | Álbum of the Year                | Venceu    |
| 2012 | Billboard Latin Music Awards | Digital Album of the Year        | Venceu    |
| 2012 | Billboard Latin Music Awards | Tropical Album of the Year       | Venceu    |

## Recepção
| Críticas profissionais | Críticas profissionais |
| Avaliações da crítica  | Avaliações da crítica  |
| Fonte                  | Avaliação              |
| ---------------------- | ---------------------- |
| About.com              | [ 9 ]                  |
| Allmusic               | [ 10 ]                 |

Em uma revisão positiva, Carlos Quintana do site About.com comentou que Prince Royce tem "talento artístico como cantor e compositor". Ele observou que a incorporação das letras em inglês do álbum iria ajudar a expor a música bachata ao público não-família. Ele concluiu dizendo: "Do começo ao fim, Prince Royce é um álbum muito agradável. Esta produção musical é ao mesmo tempo refrescante e inovadora". Jason Birchmeier do site Allmusic deu uma revisão mista; louvando os vocais de Royce e elogiando a produção de Hidalgo, enquanto criticou a curta duração do álbum".

## Desempenho nas tabelas musicais
Nos Estados Unidos, Prince Royce estreou na parada da Billboard Top Latin Albums durante a primeira semana de março de 2010, no número 15. Cinqüenta e oito semanas após seu lançamento, Prince Royce chegou a primeira posição nos álbuns Billboard Top Latin Albums na semana de 23 de abril de 2011. Na parada da Billboard Tropical Álbuns, o álbum estreou no número dois na semana de 20 de março de 2010. O álbum alcançou a posição número um no gráfico Tropical Álbuns na semana de 18 de setembro de 2010 onde ele passou um total de cinqüenta e três semanas no topo. Ele chegou ao número 77 na Billboard 200 dos Estados Unidos durante a primeira semana de abril de 2011 e manteve-se no gráfico por quarenta semanas. O álbum foi o décimo sexto mais vendido no Latin Álbuns e o segundo mais vendido no Tropical Álbuns, sendo o mais vendido em ambas tabelas no ano seguinte. Em 25 de outubro de 2011, o álbum foi certificado tripla platina pela RIAA por vendas superiores a 300.000 cópias.

## Lista de faixas
| N.º            | Título                        | Compositor(es)                          | Duração |  |
| 1.             | "Stand by Me"                 | Ben E. King, Mike Stoller, Jerry Lieber | 3:25    |  |
| 2.             | "Corazón Sin Cara"            | Geoffrey Rojas                          | 3:31    |  |
| 3.             | "Tu y Yo"                     | Rojas, Andrés Hidalgo                   | 4:06    |  |
| 4.             | "Su Hombre Soy Yo"            | Rojas, Hidalgo                          | 3:42    |  |
| 5.             | "Rechazame"                   | Rojas                                   | 3:43    |  |
| 6.             | "El Amor Que Perdimos"        | Rojas, Hidalgo                          | 4:05    |  |
| 7.             | "Mi Ultima Carta"             | Rojas                                   | 4:04    |  |
| 8.             | "Crazy"                       | Rojas, Hidalgo                          | 2:31    |  |
| 9.             | "Rock the Pants"              | Rojas, Eritza Laues, Dwayne Bastiany    | 3:39    |  |
| 10.            | "Stand by Me" (Dance version) | King, Stoller, Lieber                   | 4:09    |  |
| Duração total: | Duração total:                | Duração total:                          | 37:04   |  |

## Posições
| Tabela (2010)                    | Melhor posição |
| -------------------------------- | -------------- |
| Estados Unidos - Tropical Albums | 1              |
| Tabela (2011)                    | Melhor posição |
| Estados Unidos - Billboard 200   | 77             |
| Estados Unidos - Latin Albums    | 1              |

| Tabela (2010)                    | Melhor posição |
| -------------------------------- | -------------- |
| Estados Unidos - Latin Albums    | 16             |
| Estados Unidos - Tropical Albums | 2              |
| Tabela (2011)                    | Melhor posição |
| Estados Unidos - Latin Albums    | 1              |
| Estados Unidos - Tropical Albums | 1              |

## Certificações
| País / Provedor       | Certificação |
| --------------------- | ------------ |
| Estados Unidos / RIAA | 3× Platina   |